# 護摩木
護摩木（ごまぎ）とは、護摩の時に燃やす木のことである。ヌルデやゴンズイなどの軟らかい木材が使われる。

## 用途
願い事を書く祈願の護摩木と先祖の供養などを書く護摩木がある。阿含の星まつりなどでは2つの仏壇で祈願と供養の護摩木を別々に焚き上げている。